# ブラックロック砂漠
ブラックロック砂漠（ブラックロックさばく、英: Black Rock Desert）は、アメリカ合衆国ネバダ州北部の乾燥地帯であり、グレートベースンに属し、更新世のラホンタン湖が乾燥した名残である湖底がある。その古地質学的形状、19世紀のカリフォルニア州への移民の道として、またロケット実験や地上速度記録を出す場所として著名である。毎年バーニングマンの祭が開催される場所でもある。

## 地理

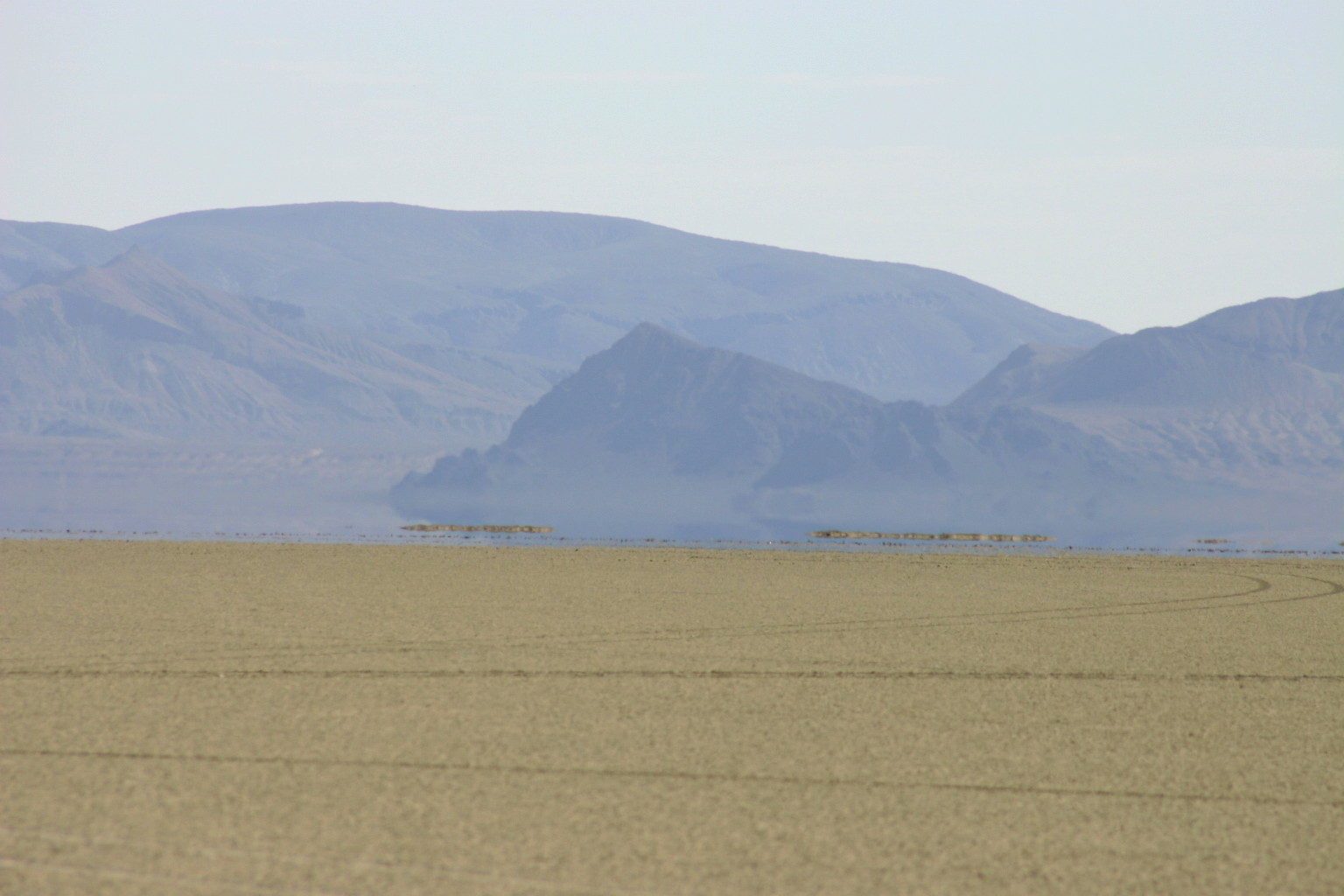
蜃気楼が出ているブラックロック・ポイント

ブラックロック砂漠はネバダ州北西部、かつグレートベースン北西部にある。プラヤ（雨が降ったときの浅い湖）がガーラック・エンパイアの町から北東に約100マイル (160 km) に拡がり、東のジャクソン山脈と西のカリコ山脈の間にある。ブラックロック山脈によって2つの部分に分けられている。標高は 3,907 ft (1,191 m)、面積は約1,000平方マイル (2,600 km2) ある。
ブラックロック砂漠の範囲には幾つかの定義が可能である。通常はプラヤの表面のみを指すことが多い。またプラヤから見られる地形を含めることもある。最も広い定義はこのプラヤに流れ込む川の流域全体である。間欠的なクイン川が地域最大の川であり、サンタローザ山脈から流れ出て、ブラックロック山脈の南のプラヤにあるクイン川窪みで終わっている。その流域は11,600平方マイル (30,000 km2) ある。これには上クイン川と下クイン川、スモーククリーク砂漠、マッサカー湖およびサウザンド・クリークを含んでいる/Virgin Valley。ネバダ州北西部の流域にカリフォルニア州とオレゴン州州境に跨る小部分も含まれている。
ネバダ州のハンボルト郡、パーシング郡およびワショー郡がブラックロック砂漠に入っている。

### 山脈
次の山脈がブラックロック砂漠の範囲内にある。
| - アンテロープ山脈 - バッジャー山脈 - ブラックロック山脈 - カリコ山脈 - ディビジョン山脈 - フォックス山脈 - グラナイト山脈 - ハナン山脈 - ハイロック・キャニオンヒルズ - ホッグランチ山脈 - ジャクソン山脈 - カンマ山脈 | - リトルハイロック山脈 - マッサカー山脈 - モンタナ山脈 - パインフォレスト山脈 - ポーカーブラウン山脈 - サンタローザ山脈 - セレナイト山脈 - センティネル・ヒルズ - セブントラフス山脈 - シープヘッド山脈 - スモーククリーク山脈 - イェロー・ヒルズ |

### 地質学的形状

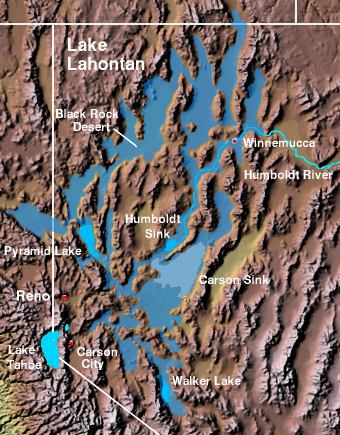
更新世のラホンタン湖は、ネバダ州北西部の大半を覆っていた

ブラックロック砂漠には、ブラックロック山脈の南端にあり、ネバダ州でのペルム紀黒色輝緑岩岩脈形成部に類似した暗色のペルム紀火山岩があるブラックロックポイント（西と東の2点）など、ネバダ州北西部火山地帯の多くの火山性また地熱的諸相がある。
ブラックロック砂漠にあるラホンタン湖湖底は概して平坦であり、ラホンタン塩水生低木植生、広く散らばった温泉およびプラヤが1つある。山脈に沿った湖底の地域は雨陰によって砂漠の降水レベルになっている。

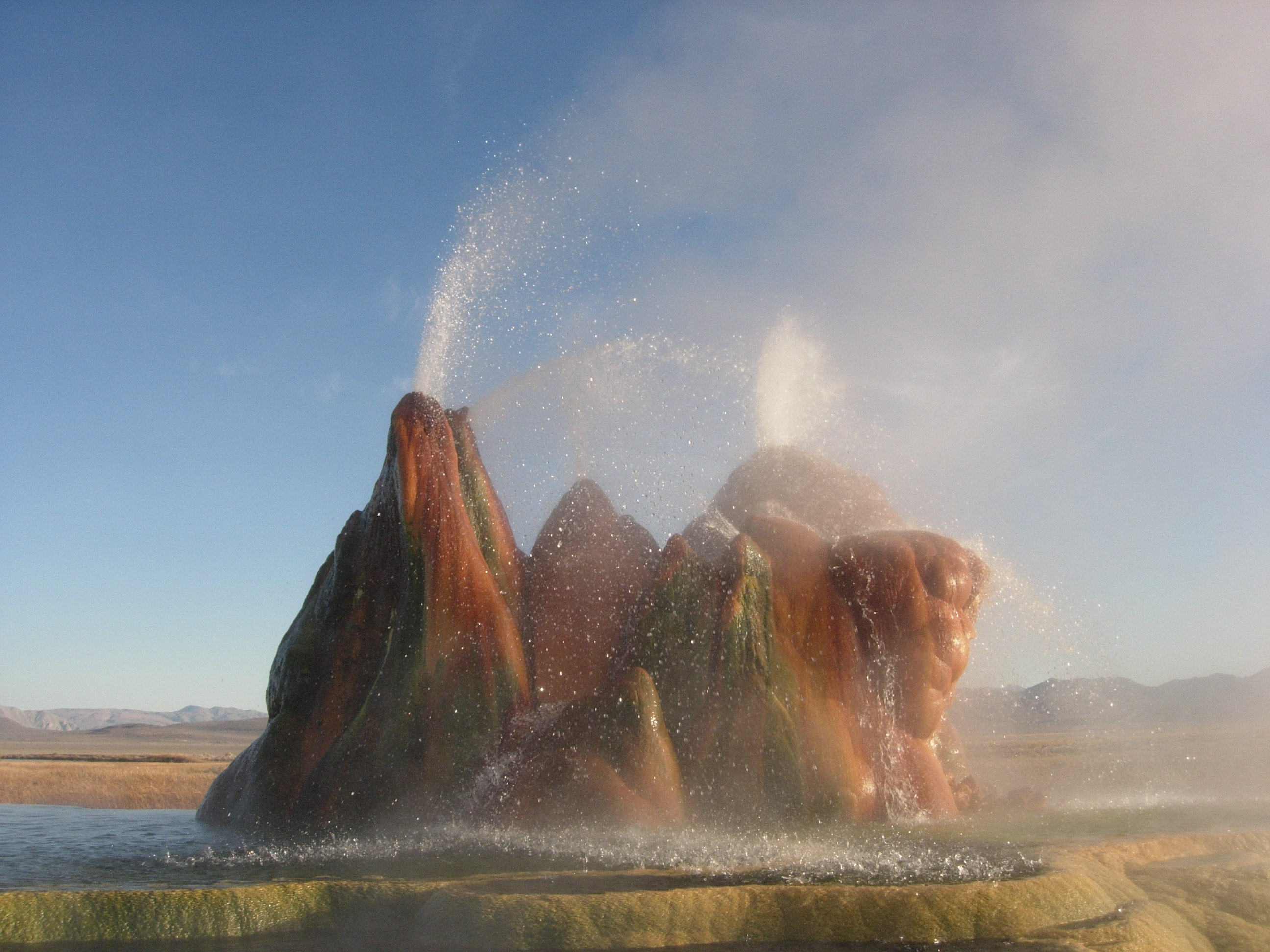
フライランチのフライガイザーは私有地にあり、1916年に井戸を掘削しているときに偶然地熱水源を掘り当てたものである。

ブラックロック砂漠湖底のプラヤは、北をカリコ山脈原生地、西をガーラック、北東をアップルゲート国立歴史の道、南をユニオン・パシフィック鉄道に囲まれた地域内に200平方マイル (520 km2) の広さがある。南プラヤ（30平方マイル (78 km2)、ワショー郡内に13平方マイル (34 km2) ）はガーラックと国立保護地域南西側境界の間にあり、プラヤの国立保護地域南東部（ハンボルト郡の25平方マイル (65 km²) を含む）は、国立保護地域とアップルゲート国立歴史の道の間にある。ガーラックとブラックロック温泉の間にあるノーブルズ・ルートはプラヤの長さだけ伸びている。このプラヤのクイン川窪みは3平方マイル (8 km2) あり、クイン川が流れて蒸発する場所である。ブラックロック温泉からは南南西に2.75マイル (4.4 km) の位置にある。

### 鉱業
ブラックロック砂漠地域での鉱物探査と鉱業は19世紀半ばから行われてきた。USジプサム会社がエンパイアで石膏採掘場と石膏ボード（ブランド名はシートロック）製造工場を運営しており、2008年時点で従業員107人、石膏生産量266,300トンとなっている。
アライド・ネバダ・ゴールド会社がビスタ・ゴールド・会社からハイクロフト金山を取得し、2008年に操業を再開した。ハイクロフト金山はブラックロック砂漠の東側、サルファーに近いカンマ山脈で露天掘りを行っている。砂漠の西側、カリコ山脈の麓にはオパール鉱山がある。

### 古生物学
1979年、コロンビア・マンモスの化石が発見された。その骨の複製がカーソンシティのネバダ州立博物館に展示されている。

## 地上速度記録
ブラックロック砂漠湖底表面が平坦であるので、実験的地上走行車の走行実験地に使われている。これまで2度地上速度の世界記録を塗り替えてきた。
- 1983年、リチャード・ノーブルがジェット推進車「スラスト2」を運転して時速633マイル (1,013 km/h) を出した。ノーブルはそのチームを指揮してスラスト2の記録を破った[46]。
- 1997年、スラストSSCが時速766マイル (1,226 km/h) を出して初めて音速の壁を破った。これは現在でも唯一の音速超え記録になっている[47][48]。

## ロケットの記録
ブラックロック砂漠は平坦なことに加えて、人の住む場所から離れており、上空には規制が掛かっていないことから、ロケットの実験も行われてきた。以下はアマチュアによるロケット記録の幾つかである。
- 1996年11月23日、リアクション研究協会がロケットを高度50マイル (80 km) まで打ち上げ、当時のアマチュアによる最高到達高度の記録となった[49][50]。
- 2004年5月17日、シビリアン・スペース・イクスプロレーション・チーム(Civilian Space eXploration Team, CSXT)がGoFastロケットを高度72マイル (115 km) まで打ち上げ、宇宙空間に飛び出したと判断されるカルマン線高度の62.14マイル (99.4 km) を初めて超えたアマチュアのロケットとなった[51][52]。

他にも様々な高度記録や宇宙飛行となるロケット打ち上げが行われた。1999年5月、JPエアロスペースはロックーン（気球を使ったロケット打ち上げ）を使い、弾道飛行を目指したが不成功に終わった。この様子はCNNで放映された。このロケットは高度75,000フィート (23,000 m) にまで達したが目標としたカルマン線には遠く及ばなかった。シビリアン・スペース・イクスプロレーション・チームは2000年と2002年に2回失敗しており、2004年に成功に漕ぎ着けた。JPエアロスペースは2009年に別の試みを行った。東芝の電子製品の広告として、「スペースチェア」とよぶ肘掛け椅子を宇宙の縁まで打ち上げた。
毎年9月上旬に模擬衛星であるCanSatの打ち上げ競技であるARLISSが開催され、日本からも能代宇宙イベントや缶サット甲子園の上位入賞チームが参加する。

## 歴史

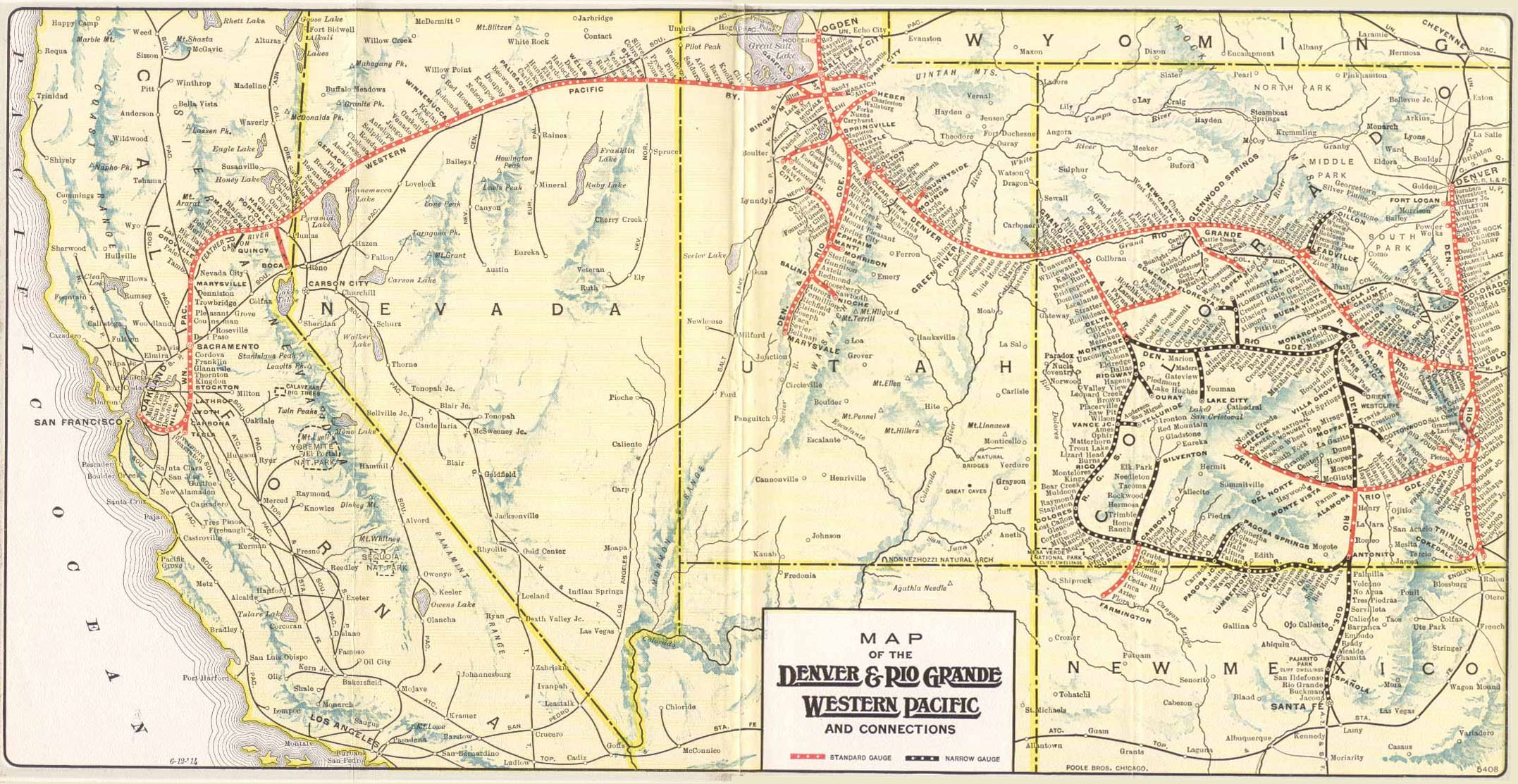
1930年のウェスタン・パシフィック鉄道地図、ガーラック、アスカロン、トレゴ、シャロナ、ロンダ、サルファーが見られる

15,000年以上前に、ハンボルト川はブラックロック砂漠の小盆地であるスモーク・クリークに流れており、ラホンタン湖が減退した時にはカーソン砂漠小盆地の方向に流れた。ラホンタン湖の水位が最も高かった時（約12,700年前）、湖底は水面下約500フィート (150 m) にあった。そこに堆積物が積もって平らな湖底が形成された。
グレートベースン部族がこの地域に7,000年前から住んでおり、ジョン・C・フレモントの遠征隊が1843年にこの地を訪れたが、1867年の北緯40度線測量隊が公式の探検として初めてのものだった。1840年代後半、ピーター・ラッセンがカリフォルニア・トレイルを通って移民を導く途中で、この砂漠にあるアップルゲート・ラッセン・カットオフを通った。これは金の土地カリフォルニアを目指したその隊にとって数百マイルも遠回りな至難の道だった。1910年にはウェスタン・パシフィック鉄道のフェザー川線（オークランドとソルトレイクシティの間）が、「1854年にE・G・ベックウィズ中尉によって初めて探査された経路」である湖底の東側に開通した。1927年にはこの砂漠で、映画『The Winning of Barbara Worth』が撮影された。2003年に『マイスバスターズ』のパイロットのエピソードもこの地域で撮影された。
第二次世界大戦中、ブラックロック砂漠の973平方マイル (2,520 km²) の土地がアメリカ空軍空中射撃訓練領域として使われ、戦後はアメリカ海軍ラブロック空中射撃訓練領域の北部がブラックロック砂漠に入っていた。この領域は1964年までに閉鎖された。1979年、コロンビア・マンモスの化石が湖底の縁で発見された。
「ボールズ」の最初のロケット行事が1993年に開催され、1998年、「ガーラック・ダッシュ」グライダーレースがリノからブラックロック砂漠までのコースで初めて開催され、毎年の行事になった。
ネバダ大学のブラックロック・プレスがその創立30周年を記念して1994年に砂漠の写真集を出版した。1999年にフレンズ・オブ・ブラックロック/ハイロックが組織化され、翌年の国立保護地域法でこの砂漠に幾つかの保護地域が生まれた。
2000年、ライザ・オシェアが2匹の犬を救おうとしたときにダブルホットスプリングスで火傷し、7日後に死んだ。その後アメリカ合衆国土地管理局がダブルホットスプリングスの周りをフェンスで囲った。

### 21世紀
2002年、ジャック・リー・ハレルソンがエレファントマウンテン洞窟の考古学品盗掘により罰金250万ドルを課された。2008年、航空機のパイロットが湖底で俯せに倒れている男を発見し、無線で救援を呼びかけてそのけが人を救出した。2010年、土地管理局のウィネマッカ地区事務所がカリコ山脈コンプレックスで野生の馬1,922頭の駆り集めを完了した。そのうち39頭は過放牧のために栄養不良で死んだ。
2023年、普段雨がふらない砂漠内で豪雨。一帯が泥濘化し、開催中のバーニングマン（前述）参加者約7万人が一時孤立した。

## 交通

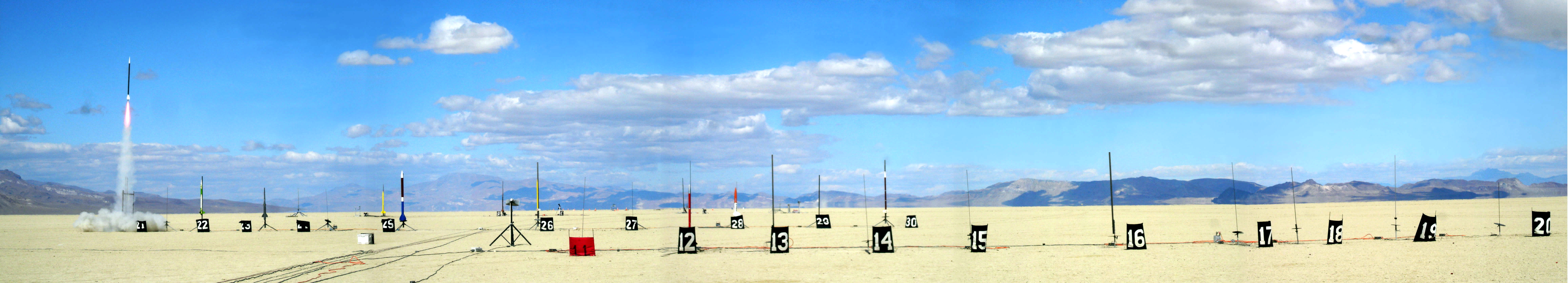
2006年にロケットを打ち上げるときの湖底

ネバダ州道447号線が地域の主要高規格道路であり、ガーラックから州間高速道路80号線に近いワズワースで州道427号線とを繋いでいる。砂漠内の未舗装路は雨や雪の時には概して使えなくなる。旧ネバダ州道34号線で西側のプラヤとフアラパイ・フラットに行くことができる。旧州道48号線（未舗装路）でラブロックとプラヤを結び、旧州道49号線（ジャンゴ道路、未舗装路）でサルファーやジャンゴのゴーストタウンから湖底に行くことができる。
フェザー川ルートはサルファーとガーラックの間で湖底の東側を通っている。軽飛行機ならば湖底に着陸できる。近くにあるエンパイア空港とリノ・タホ国際空港では商業便を利用できる。